# 武汉大学第一临床学院
武汉大学第一临床学院位於武昌區紫陽路與解放路交界處，是武漢大學人民醫院的附屬科研教育機構。該學院可追溯到1923年成立的湖北省立醫科大學實習醫院（湖北省人民醫院前身）。目前占地13万平方米，建筑面积31万平方米。医院在职员工2000多人，承担着国家及省部级科研项目310余项。是一所集医疗、康复、教学、科研于一体三级甲等综合性医院，是湖北省、武汉市医保和新农合定点医院。

## 歷史
医院最早起源于1923年湖北省立医科大学实习医院。1926年10月并入武昌中山大学。1949年11月，湖北省政府将省立医院、湖北醫科大學附屬医院等5院合并成立湖北省人民医院。在2000年四校合併后，醫院改為武漢大學人民醫院與原名同用，學院改為現名。